# Patacón (ficha)

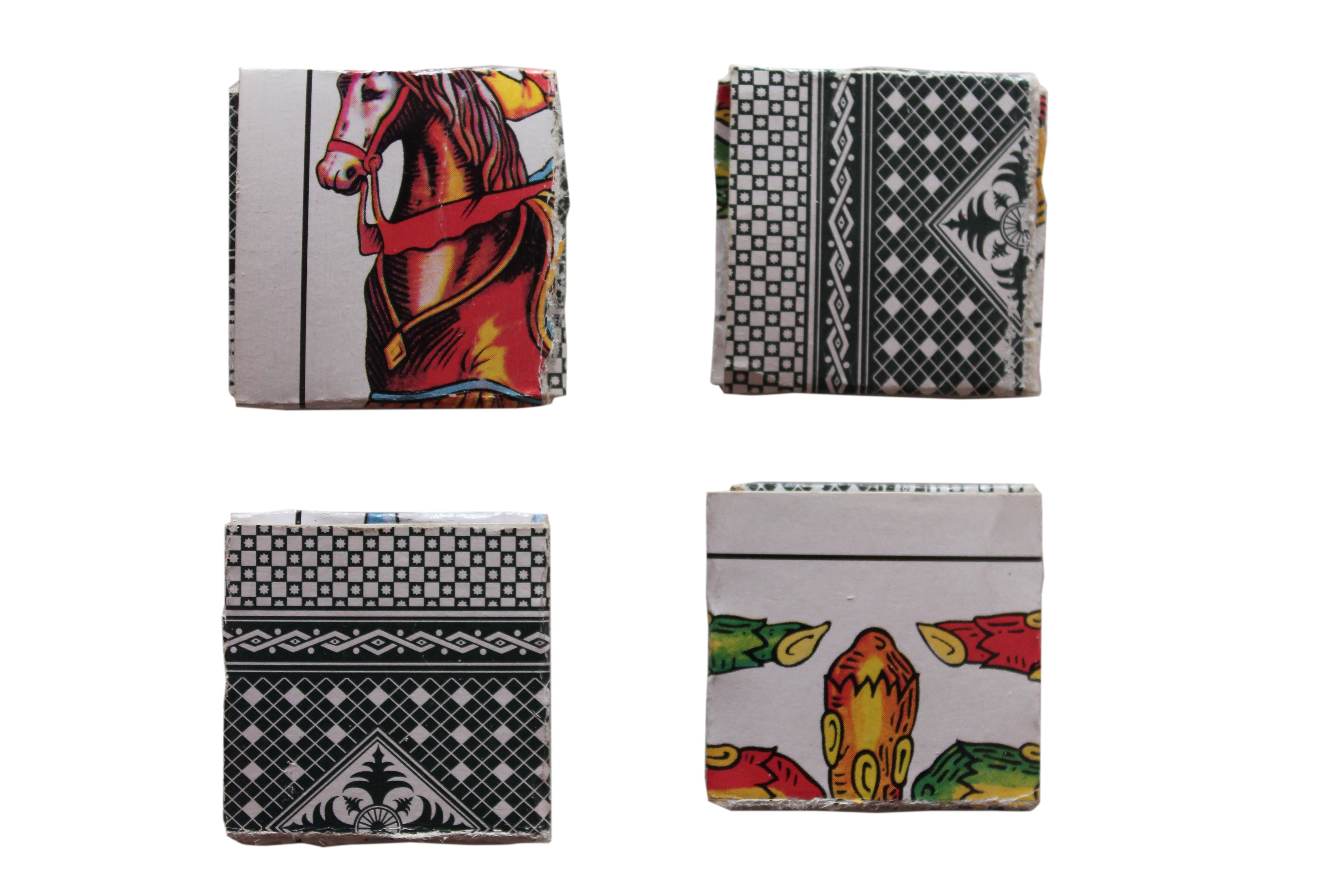
Patacones tradicionales vistos por delante y por detrás

El patacón es una pieza más o menos cuadrada hecha con un par de pedazos de cartulina o de cartón procedentes, generalmente, de una carta de baraja española o de una caja de cerillas, doblados y encajados entre sí de tal manera que queden las dos caras diferentes y poder distinguirlas. Esta pieza era utilizada por los niños de Cataluña para jugar al juego de los "patacons", un juego de puntería, destreza y suerte que se puede jugar tanto en la calle como en casa y del cual hay muchas modalidades de juego.

## Historia
Se cree que los patacones modernos, Tazos, como hoy los conocemos, se originaron en Maui (Hawái), durante los años 20 o 30, con tapas de botellas. A los inicios de la década de los 70, una marca de zumos denominada POG (Passionfruit, Orange, Guava) reintrodujo el juego. De esta marca surge el nombre en inglés del juguete.
A inicios de los 90, una maestra de una escuela recordó el juego de su infancia a sus estudiantes, y fue justo a partir de aquí que el juego cobró una tremenda popularidad, extendiéndose por todos los Estados Unidos, y después al resto de mundo.

## Construcción
El procedimiento de construcción se inicia partiendo una carta por la mitad, quedando dos partes iguales. A continuación se ponen los dos trozos uno sobre el otro en forma de ángulo de noventa grados y se dobla el trozo en posición horizontal hacia atrás y después se vuelve a doblar hacia adelante. Con el trozo vertical se hace lo mismo y por último se encaja el trozo que nos queda libre en la ranura que forman los otros pliegues. Hay que tener en cuenta que las dos caras del patacón tienen que ser diferentes para poder distinguirlas.

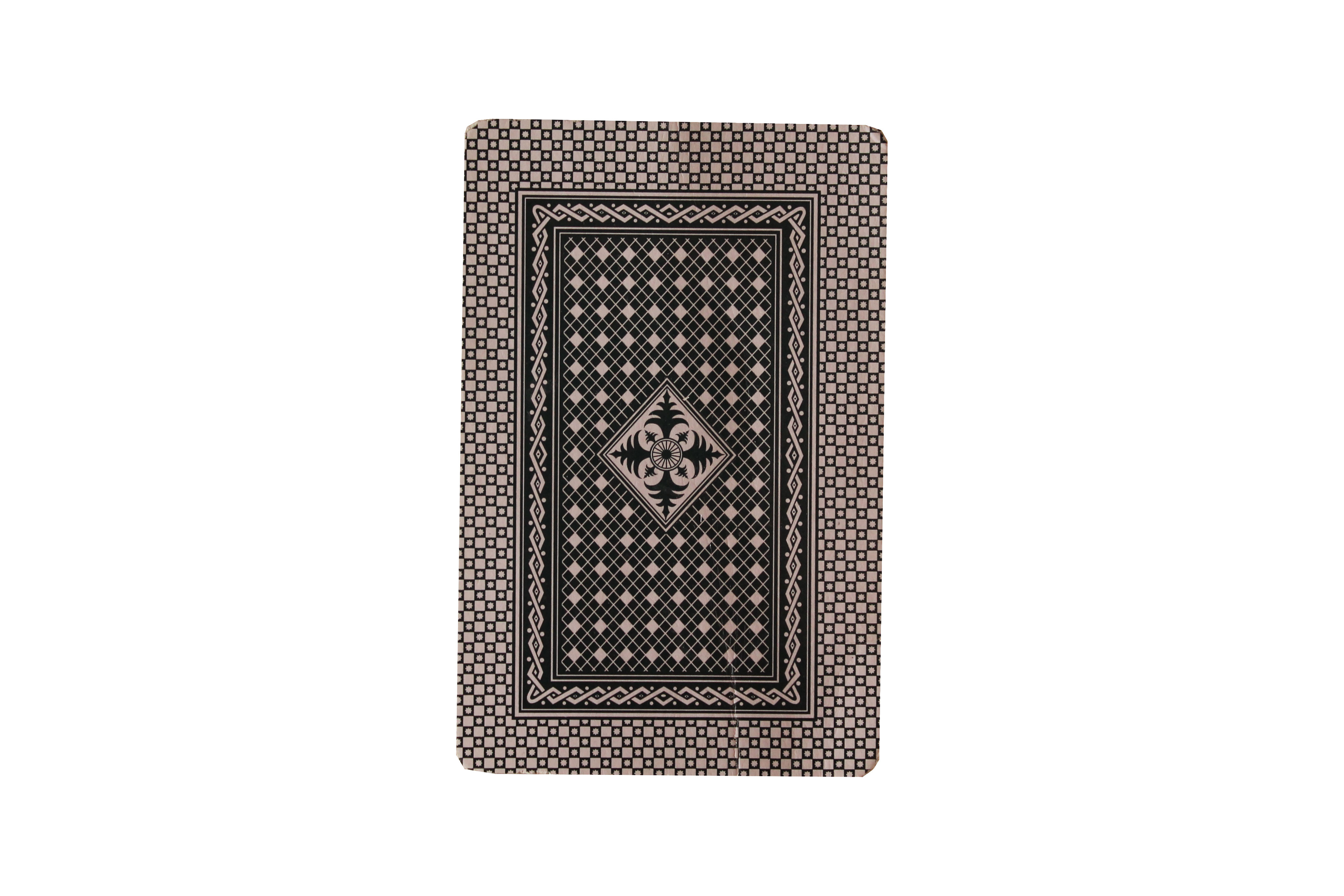
1. Carta vista desde detrás
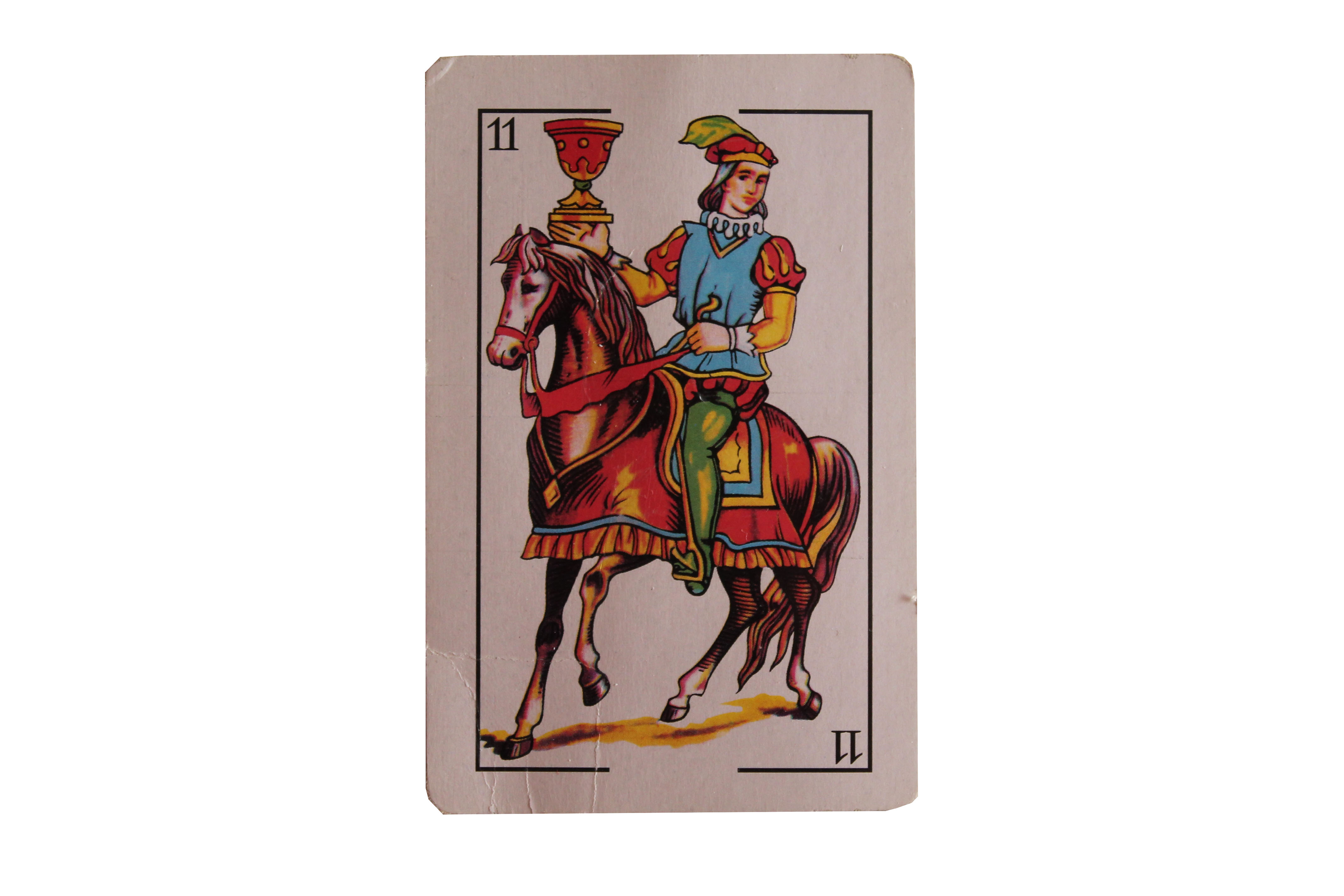
2. Carta vista desde delante
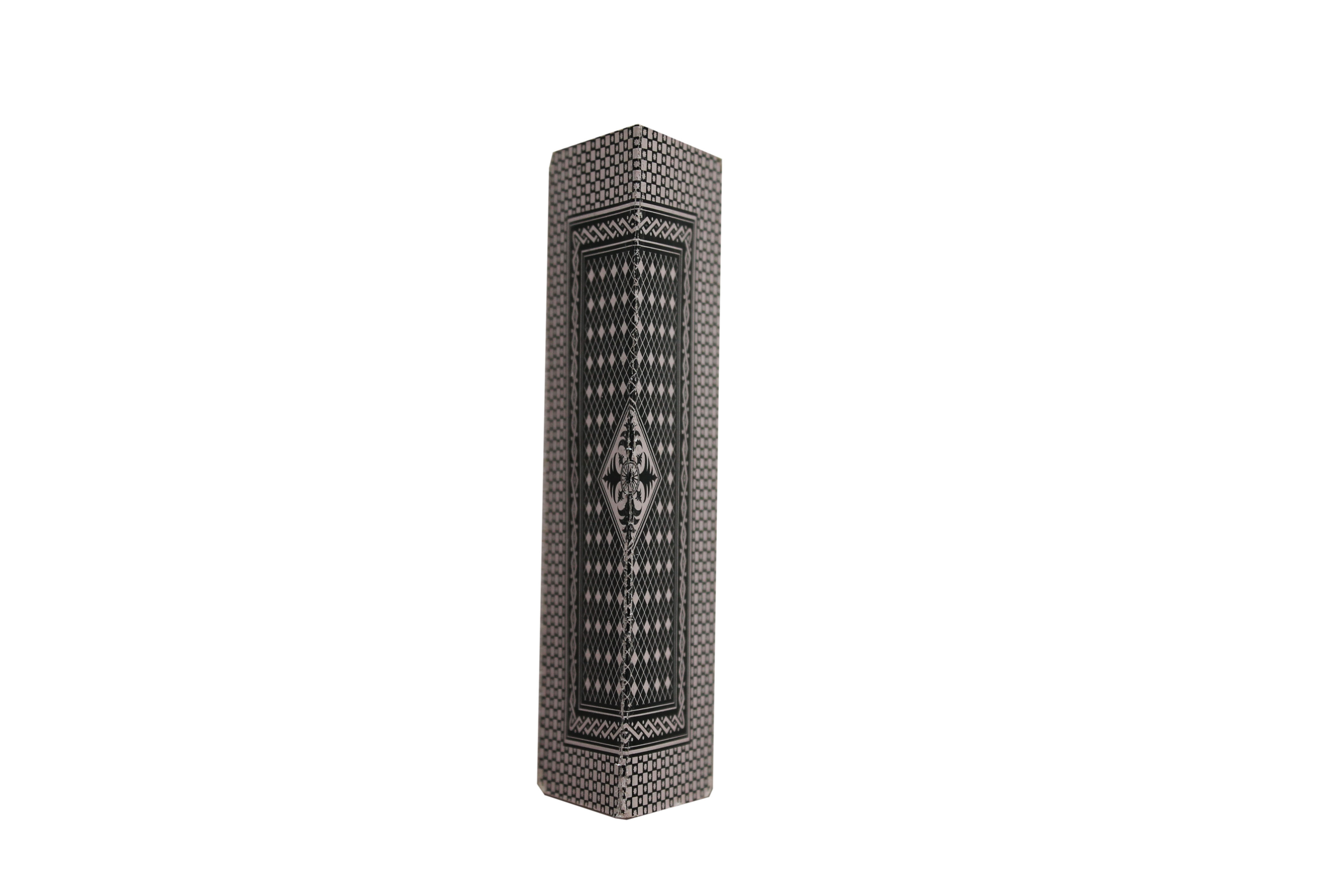
3. Doblamos la carta por la mitad
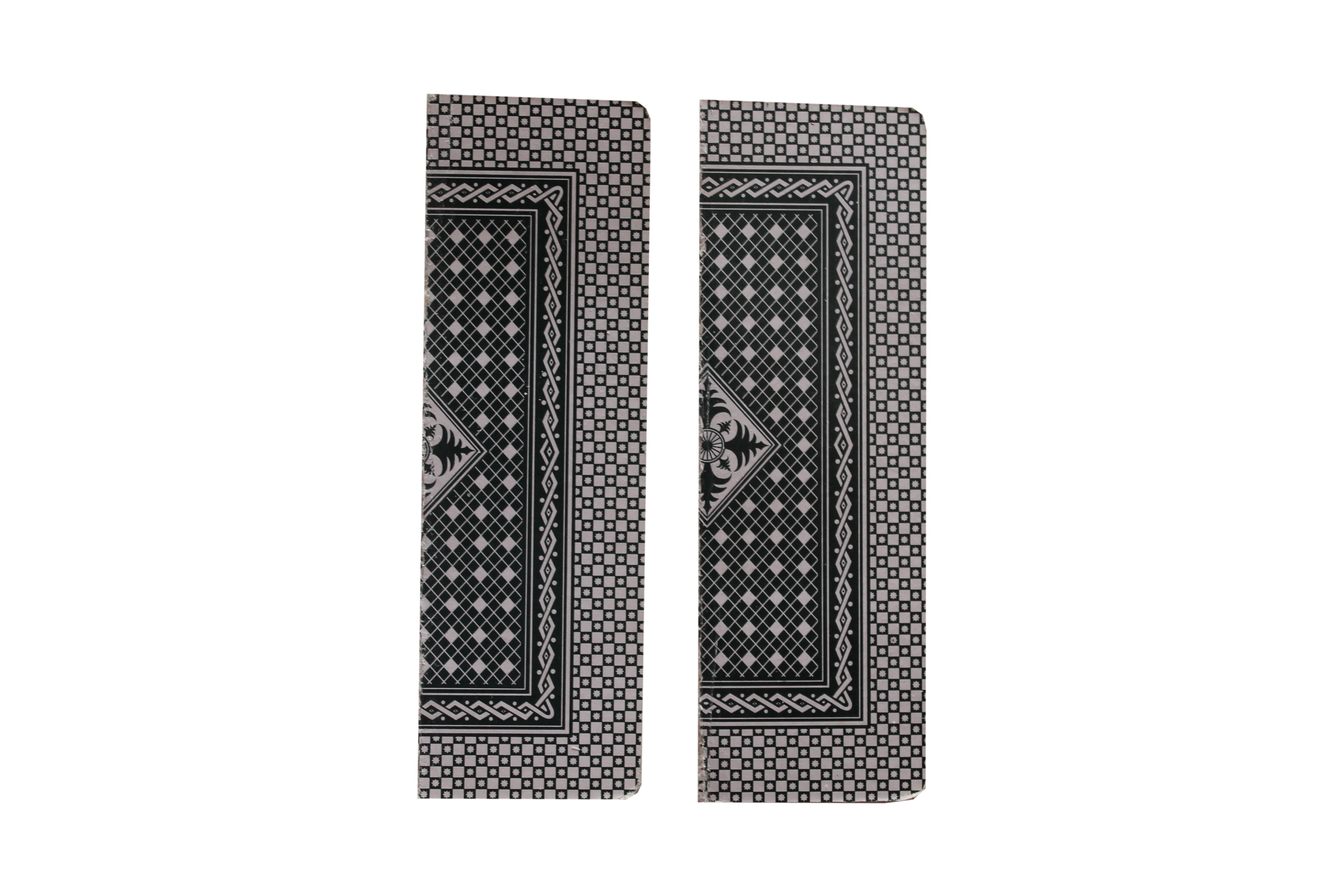
4. Se rompe por la mitad obteniendo dos partes iguales
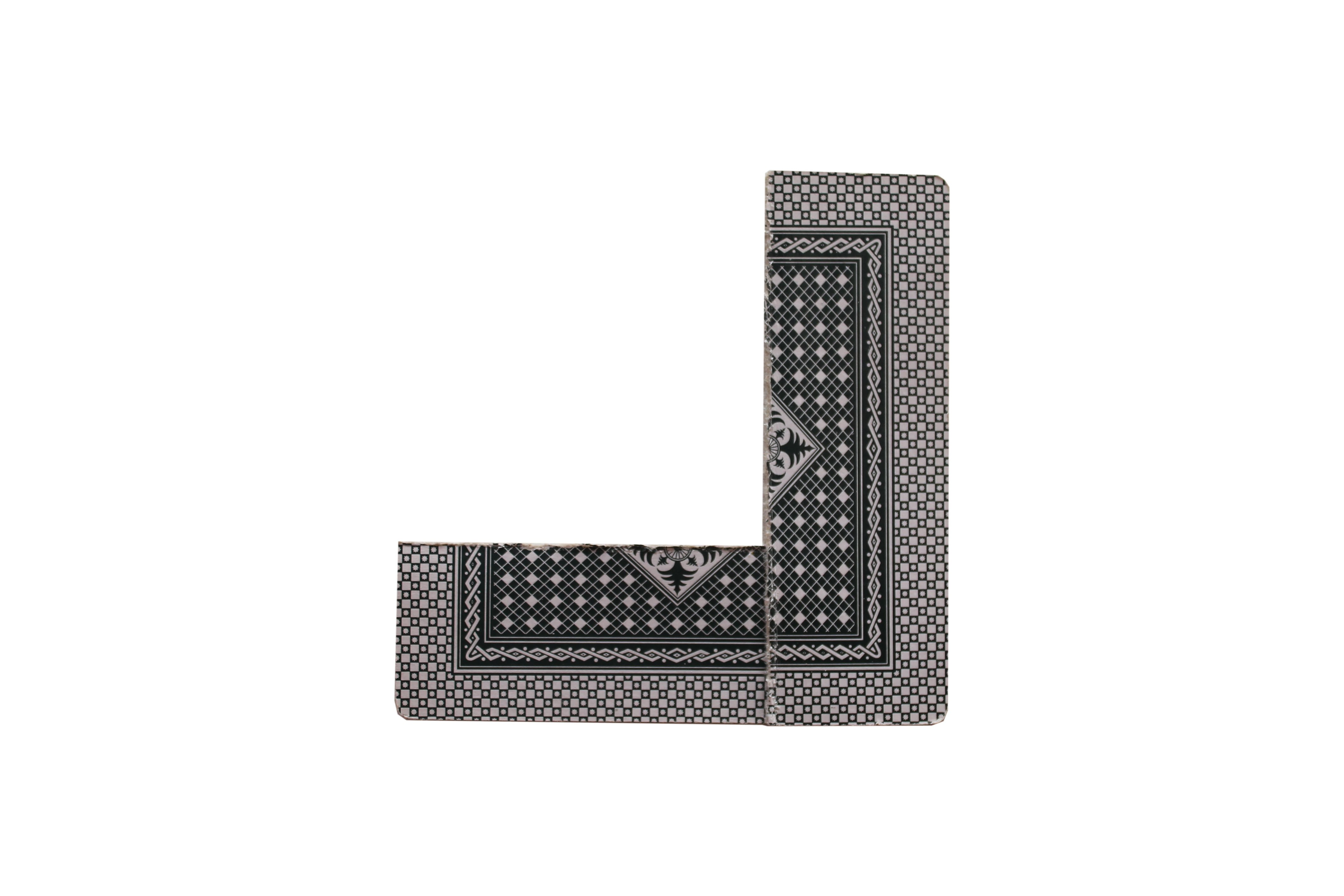
5. Se colocan las dos partes en forma de ángulo de 90º
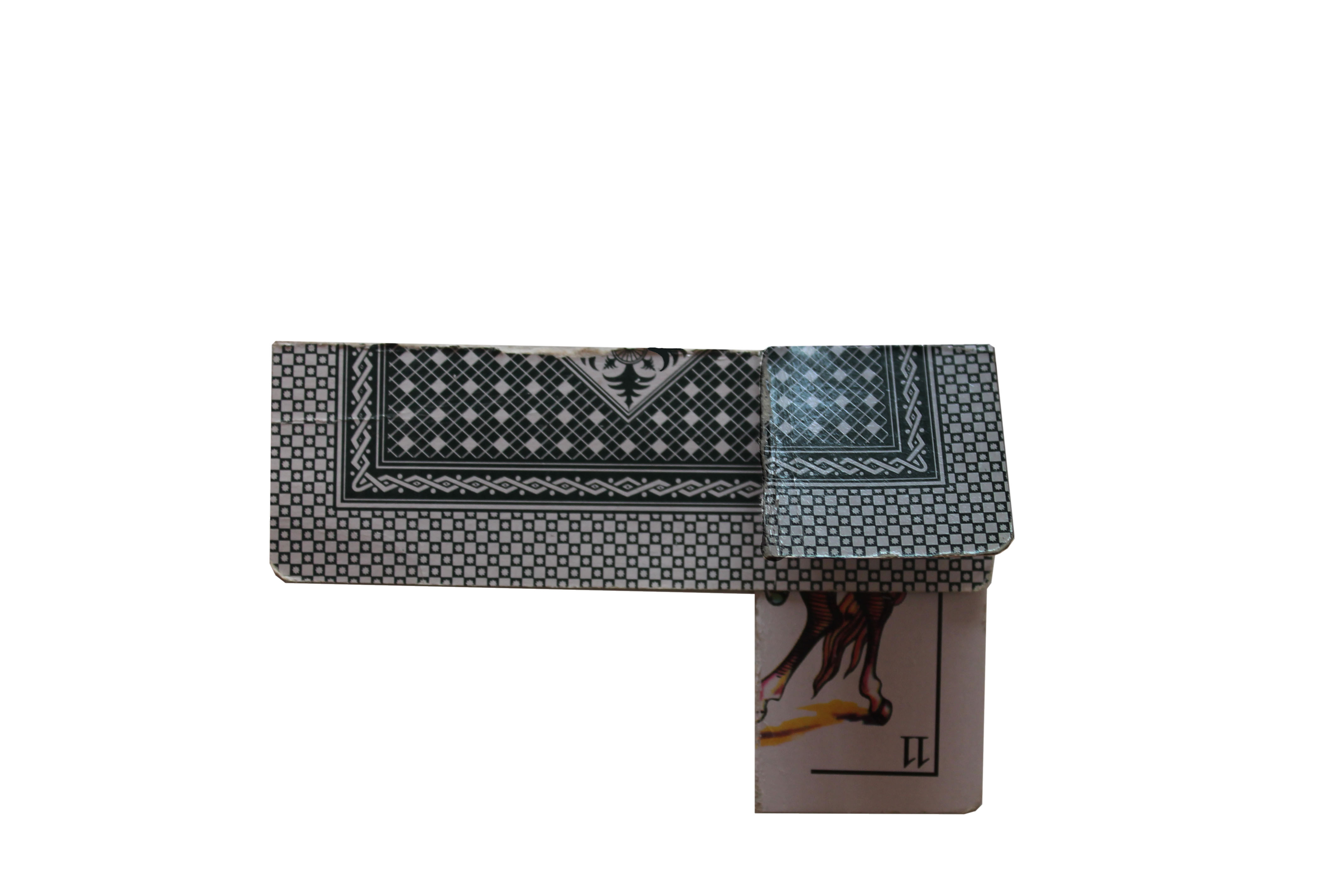
6. Se dobla la parte vertical hacia atrás y otra vez hacia delante
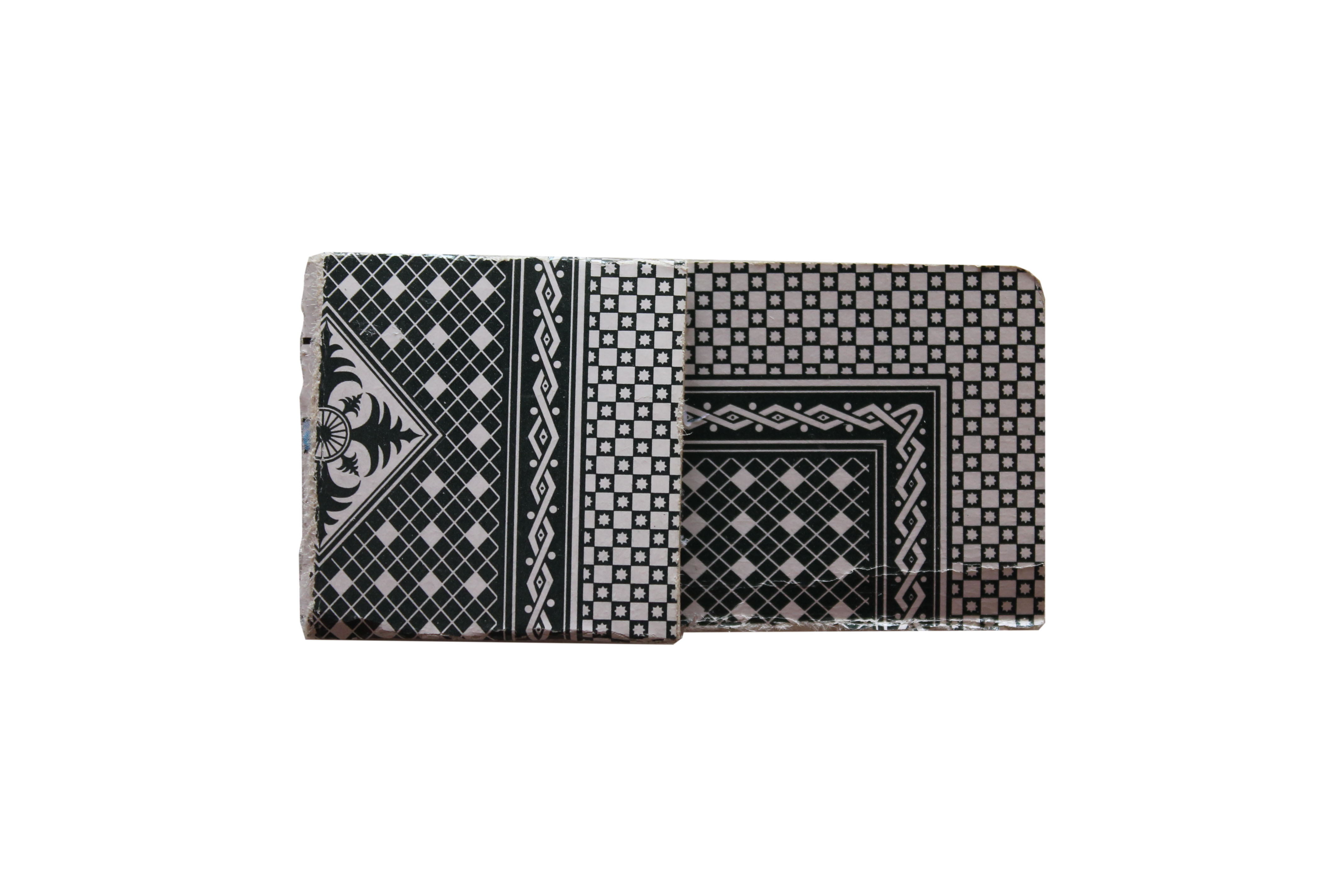
7. Se dobla la parte horizontal hacia atrás y otra vez hacia delante introduciendo la pestaña dentro de la ranura para que se aguante

## Coleccionismo
Eran objetos coleccionables, puesto que tenían dibujos. había Tazos de Looney Tunes, de futbolistas, del Chiquito de la Calzada, de otros muchos temas e incluso dibujos originales creados especialmente por Matutano.

## Patacón moderno
El patacón moderno es un disco pequeño y delgado fabricado con cartón o plástico que se da como regalo en las bolsas y envases de productos alimentarios sólidos o líquidos según la región comercial o el país. En España se distribuyeron por Matutano a partir de los años 90 y son conocidos como tazos como en gran parte del mundo, mientras que en los Estados Unidos son conocidos como Pogs (al ser la marca de zumos POG la primera al regalarlos en sus productos), o con el nombre más genérico de Milk caps.

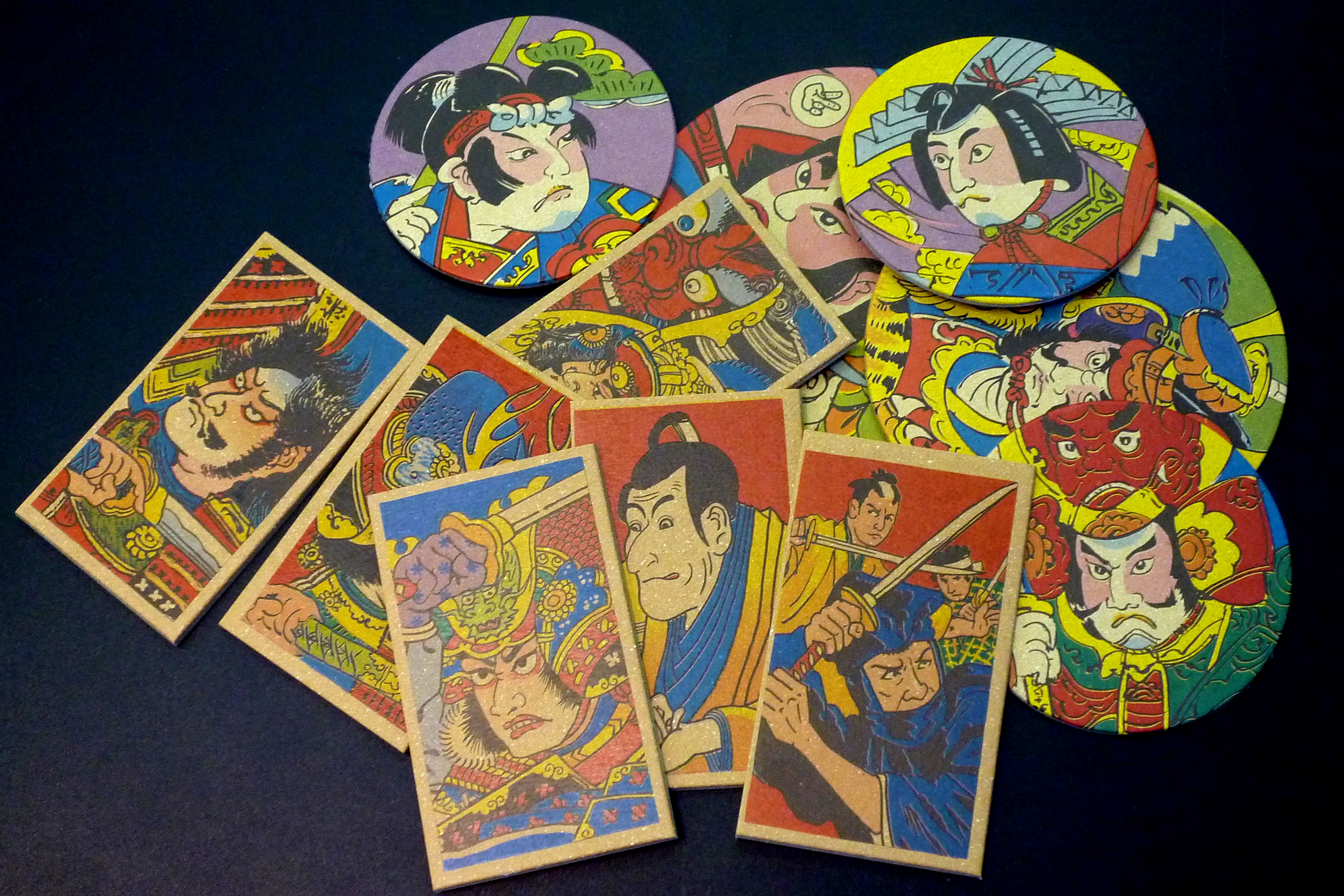
Patacones japoneses: Menkos

En Japón también existe un juego tradicional similar llamado Menko. 

## Juego
El otro aspecto de los Tazos es que se pueden ganar o perder en un juego contra otros niños. Cada niño pone un tazo boca abajo en una pila común y después los niños van tomando turnos para intentar cambiar el máximo de tazos posible lanzando uno de sus propios tazos contra la pila. Cada jugador se queda con todos los tazos que fuera capaz de cambiar.
Hay diferentes técnicas de lanzamiento de tazos. Con el paso del tiempo, Matutano y otras marcas que se querían aprovechar de la popularidad de los tazos  sacaron de más gordos y duros, hechos de plástico macizo, e incluso con diseños fluorescentes o hologràfics, con el reclamo implícito que cómo que estos tazos eran más gordos podían cambiar los otros tazos más fácilmente, a pesar de que a la práctica no siempre era así.